# Stella Nova (músico)
Stephen Charles New, conocido como Stella Nova, (16 de mayo de 1960 - 24 de mayo de 2010) fue un guitarrista y cantante inglés que formó parte de la escena punk de su país de finales de la década de 1970, con el nombre de Steve New. En sus últimos años se había hecho transexual y se hacía llamar Stella Nova, habiendo tocado en su última banda, Beastellabeast.
Nació en Londres, Inglaterra, el 16 de mayo de 1960. Tocó en la London Jazz Orchestra a los 14 años. Luego, tocó en algunos ensayos con London SS, que contenían futuros miembros de The Clash. Estuvo envuelto brevemente con Sex Pistols. Cuando el bajista Glen Matlock fue echado de este grupo, fue llamado por éste para formar una nueva banda, integrando poco después a Rusty Egan en la batería, y de ahí a Midge Ure (luego en Ultravox) en guitarra y voz, quien fue reemplazado brevemente por Mick Jones de The Clash.
El grupo se llamó The Rich Kids, que combinaba punk y power pop. Tras unos sencillos y un álbum llamado Ghosts Of Princess In Towers (1978), la banda se separa en 1979, y New y Matlock colaboran con Iggy Pop.
En la década de 1980 trabaja con Public Image Ltd., en una canción llamada Pied Piper.
Luego, New afronta una severa adicción a las drogas, se va a vivir a los Estados Unidos y se convierte en transexual.
En 2001 lanza su primer trabajo como solista, un EP llamado The New.
Su último grupo fue Beastellabeast, que formó con la cantante Beatrice Brown. New estuvo afrontando un cáncer terminal, razón por la que The Rich Kids se reunieron para un concierto en el O2 Islington Academy de Londres, en enero de 2010, con el propósito de juntar fondos para su familia. El músico falleció el 24 de mayo de ese mismo año, cuatro días después de cumplir 50 años de edad.